# ستيف موراي
ستيف موراي (بالإنجليزية: Steve Murray)‏ (9 أكتوبر 1944 بدمبارتون في المملكة المتحدة - ) هو مدرب كرة قدم ولاعب كرة قدم بريطاني في مركز الوسط. شارك مع منتخب اسكتلندا لكرة القدم. أما مع النوادي، فقد لعب مع دندي يونايتد ونادي أبردين ونادي دندي ونادي سلتيك.

## وصلات خارجية
- ستيف موراي على موقع الاتحاد الإسكتلندي (الإنجليزية)
- ستيف موراي على موقع قاعدة بيانات كرة القدم.إي يو (الإنجليزية)